# Gamera kontra Jiger
Gamera kontra Jiger (jap. ガメラ対大魔獣ジャイガ Gamera tai Daimajū Jaigā) – japoński film typu kaijū z 1970 roku w reżyserii Noriaki Yuasy. Szósty film z serii o Gamerze.

## Fabuła
Podczas przygotowywania się do Targów Światowych w Osace naukowcy lokalizują duży posąg tajemniczego pochodzenia na Wyspie Wester na Oceanie Spokojnym. Usunięcie posągu jest utrudnione najpierw przez członka plemienia mieszkańców wyspy Wester, a następnie przez nieoczekiwane przybycie Gamery, który agresywnie próbuje zapobiec usunięciu posągu, ale zamiast tego zostaje ostrzelany przez załogę. Po wybuchu wulkanu posąg jest transportowany do Japonii. Wkrótce po opuszczeniu wyspy członkowie załogi statku zaczynają chorować. Wydaje się, że posąg jest źródłem wybuchu epidemii, ponieważ wydaje ciągły przeszywający dźwięk, doprowadzając wielu członków załogi do szaleństwa. Po usunięciu posągu pojawia się Jiger, legendarny demon nawiedzający zaginioną cywilizację Mu. Natychmiast na jego uwagę zwraca uwagę Gamera, ale podczas walki potwór wstrzykuje Gamerze tajemniczego wirusa. Zespół naukowców musi dostać się do ciała Gamery, aby wyeliminować pasożyta.

## Obsada
- Tsutomu Takakuwa – Hiroshi Kitayama
- Kelly Varis – Tommy Williams
- Katherine Murphy – Susan Williams
- Kon Ohmura – Ryosaku Kitayama
- Junko Yashiro – Miko Kitayama
- Sanshiro Honoo – Keisuke Sawada
- Franz Gruber – dr Williams
- Sho Natsuki – dr Suzuki
- Chico Roland – Gibau